# Магнитный (Курская область)
Магни́тный — посёлок городского типа в Железногорском районе Курской области России. Образует одноимённое муниципальное образование посёлок Магнитный со статусом городского поселения как единственный населённый пункт в его составе.
Население — 1516 жителей (2021 год).
Железнодорожная станция Курбакинская на линии Орёл — Арбузово.

## История
Основан 13 апреля 1978 года.

## Население
| 1979  | 1989  | 2002  | 2009  | 2010  | 2012  | 2013  |
| ----- | ----- | ----- | ----- | ----- | ----- | ----- |
| 200   | ↗2176 | ↗2359 | ↘1985 | ↘1964 | ↘1904 | ↘1845 |
| 2014  | 2015  | 2016  | 2017  | 2018  | 2019  | 2020  |
| ↘1787 | ↘1756 | ↘1692 | ↘1671 | ↘1601 | ↗1603 | ↘1557 |
| 2021  |       |       |       |       |       |       |
| ↘1516 |       |       |       |       |       |       |

Национальный состав
По итогам переписи населения 2020 года проживали следующие национальности (национальности менее 0,1 % и другое, см. в сноске к строке «Другие»):
| Национальность | Численность, чел. | Доля     |
| -------------- | ----------------- | -------- |
| Русские        | 1504              | 99,21 %  |
| Украинцы       | 5                 | 0,33 %   |
| Другие         | 7                 | 0,46 %   |
| Итого          | 1516              | 100,00 % |

## Экономика
Основные предприятия посёлка:
- Локомотивное депо

## Улицы
В посёлке 4 улицы:
- Железнодорожная
- Школьная
- Школьный переулок
- Юбилейная